# Санта Бјанка (Ферара)
Санта Бјанка је насеље у Италији у округу Ферара, региону Емилија-Ромања.
Према процени из 2011. у насељу је живело 185 становника. Насеље се налази на надморској висини од 12 м.